# Acourtia dieringeri
Acourtia dieringeri là một loài thực vật có hoa trong họ Cúc. Loài này được L.Cabrera mô tả khoa học đầu tiên năm 1989.